# مگان اندرسون
مگان اندرسون (انگلیسی: Megan Anderson؛ زادهٔ ۱۱ فوریهٔ ۱۹۹۰) ورزشکار هنرهای رزمی ترکیبی اهل استرالیا است.
اندرسون یک رزمی‌کار سابق استرالیایی است که در بخش پر وزن زنان سازمان یواف‌سی به رقابت پرداخت و در مارس ۲۰۲۱ برای قهرمانی پر وزن زنان رقابت کرد. اندرسون همچنین در لیگ ام‌ام‌ای تمام زنان سازمان اینویکتا شرکت کرد و در آنجا قهرمان پر وزن اینویکتا اف‌سی شد.